# UBA XXI
UBA XXI, fue creado por Resolución del Rector Normalizador 1264/85, el 23 de agosto de 1985. 

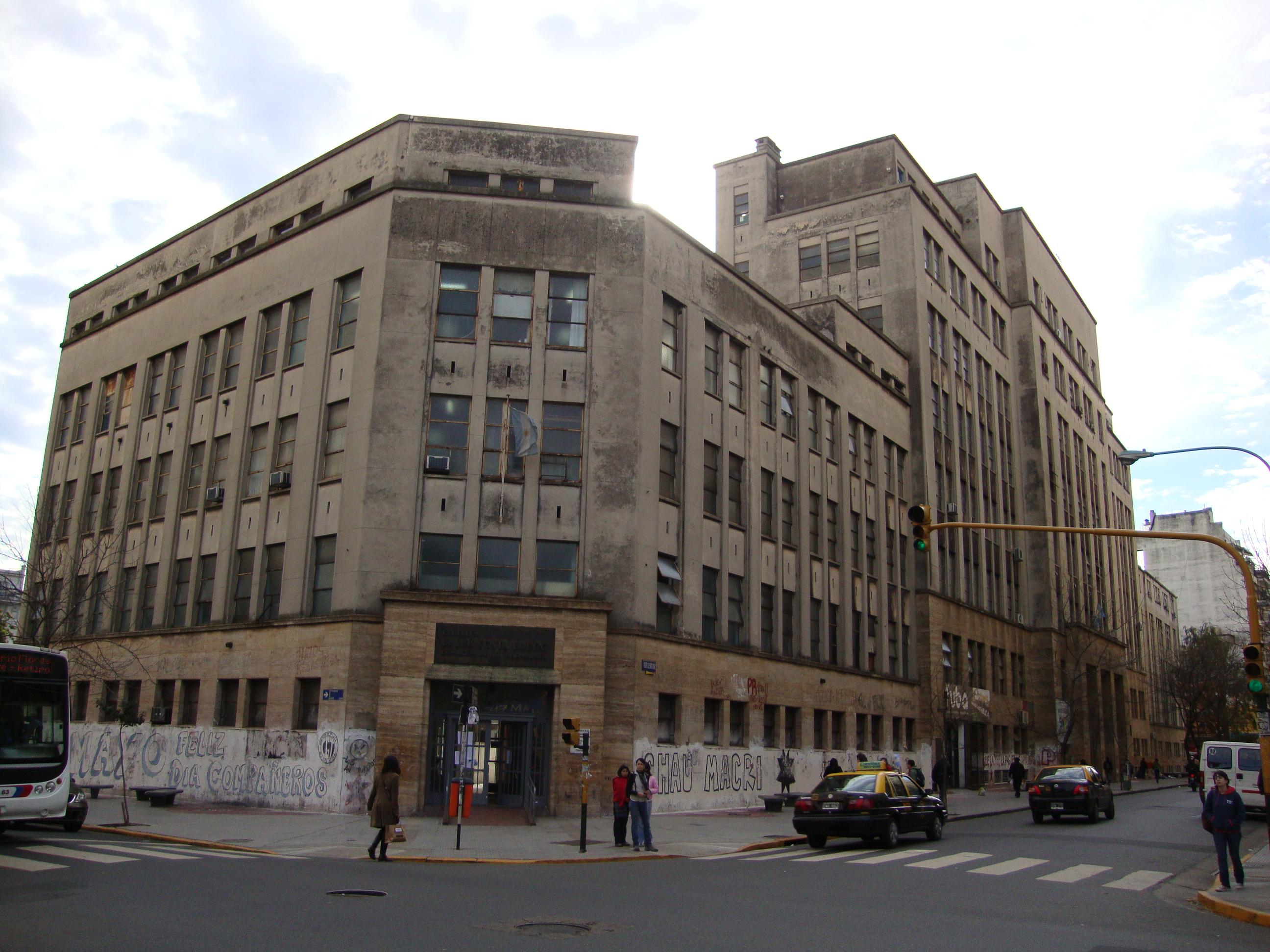
Edificio donde funciona la administración de UBA XXI, en Presidente Uriburu 950 (Buenos Aires)

En 1986 se incluyó bajo la dependencia de la Secretaría Académica, es un programa de educación a distancia que ofrece materias del Ciclo Básico Común de la Universidad de Buenos Aires. Para aprobar materias en UBAXXI es obligatorio rendir dos exámenes parciales presenciales y obligatorios.
UBA XXI ofrece diversos recursos tales como un campus virtual, entre los que se destacan los foros por materia, programas de radio emitidos a través de RadioUBAFM87.9cuyas materias varían en cada cuatrimestre y contenidos audiovisuales en línea  . Todos los participantes de UBA XXI tienen la posibilidad de resignificar sus exámenes a través de la "vista virtual" que se implementa a través del espacio de cada materia en campus. Los textos de lectura obligatoria son editados por Eudeba. Para cursar cada materia cuentan también con bibliografía complementaria que amplia la información ofrecida a través de los textos de lectura obligatoria.

## Materias Disponibles
La siguiente lista muestra las materias ofrecidas por UBA XXI, la duración es cuatrimestral:
- Álgebra
- Análisis Matemático (Ciencias Económicas)
- Análisis Matemático (Ciencias Exactas)
- Antropología
- Biología
- Biología e Introducción a la Biología Celular
- Ciencia Política
- Economía
- Física
- Física e Introducción a la Biofísica
- Historia Económica y Social General
- Introducción al Pensamiento Científico
- Introducción al Conocimiento de la Sociedad y el Estado
- Introducción al Conocimiento Proyectual I
- Introducción al Conocimiento Proyectual II
- Matemática
- Matemática (Agronomía y Ciencias Ambientales)
- Principios de Derechos Humanos y Derecho Constitucional
- Principios generales de Derecho Privado
- Pensamiento Computacional
- Psicología
- Filosofía
- Química
- Semiología
- Sociología
- Taller de Dibujo
- Trabajo y Sociedad

Materias de Cursado Intensivo (Verano/Invierno)

## Evaluación1.ercuatrimestre 2020
En el marco de las disposiciones para la contención de la pandemia de COVID-19, que restringen las actividades presenciales, a fin de poder desarrollar la cursada de las materias que se dictan en el 1º cuatrimestre 2020, UBA XXI estableció que:para aprobar las asignaturas dictadas en el 1º cuatrimestre de 2020, los estudiantes deberán realizar dos (2) evaluaciones de carácter formativo y aprobar un (1) examen final obligatorio escrito presencial.Las evaluaciones de carácter formativo constituyen un requisito para regularizar la cursada y rendir el examen final presencial. Para poder acceder al examen final obligatorio, los estudiantes deberán tener “cumplidas” ambas instancias de evaluación de carácter formativo.
- Régimen de Evaluación
- Se deben rendir dos exámenes parciales presenciales escritos y obligatorios.
- Los exámenes parciales no son eliminatorios: la nota que se obtiene en el primero se promedia con la del segundo.
- Se aprueba la materia por promoción directa, si el promedio de los parciales es de 6.50 o más puntos y no obtuvo aplazo en alguno de los dos exámenes parciales obligatorios.
- Si el promedio de los dos parciales está entre los 4 y los 6 puntos, se debe rendir un examen final para aprobar la materia. Este final se aprueba con 4 puntos. Para rendir el examen final, existen 3 llamados consecutivos para cada materia, estos llamados dependen del cuatrimestre en qué se cursó cada materia o de las fechas de los cursos intensivos, verano o invierno. Los alumnos/as administran esas 3 fechas consecutivas, pueden decidir presentarse a las 3 a 1 o 2. Las fechas de examen se actualizan en cartelera de campus.
- Si se obtiene menos de 4 puntos de promedio entre los dos parciales, se debe recursar la materia (3.99p. obtenidos de promedio se computan como 3p).

## Requisitos para el Ingreso
No es necesario ser alumno de la UBA para poder cursar materias por UBA XXI. Esto permite a los estudiantes que estén cursando los dos últimos años del nivel secundario cursar anticipadamente materias del CBC, estando en los dos últimos años de la escuela secundaria. La inscripción a UBA XXI se realiza en línea para cada cuatrimestre o en las fechas que se habilitan para los cursos intensivos de verano e invierno.
Entre los años 1986 y 2019, más de 1.000.000 de personas se inscribieron al programa UBA XXI.